# Eubranchidae
Eubranchidae Odhner, 1934 è una famiglia di molluschi nudibranchi della superfamiglia Fionoidea.

## Tassonomia
La famiglia comprende i seguenti generi:
- Amphorina Quatrefages, 1844
- Capellinia Trinchese, 1873
- Eubranchus Forbes, 1838
- Galvinella Eliot, 1907 (taxon inquirendum)
- Guyvalvoria Vayssière, 1906 (taxon inquirendum)
- Leostyletus Martynov, 1998